# Erik Brinck
Erik Gustaf Brinck, född 31 mars 1891 i Östersund, död 18 januari 1956 i Karlskrona, var en svensk väg- och vattenbyggnadsingenjör.
Brinck, som var son till distriktschef Carl Brinck och Hilma Wisselkvist, avlade studentexamen i Luleå 1909 och utexaminerades från Kungliga Tekniska högskolan 1913. Han var ingenjör vid Stockholms stads byggnadskontor 1913–1916, vid Örebro stads byggnadskontor 1916–1931, stadsingenjör, byggnadschef, mätningsman och fastighetsregisterförare i Söderhamns stad 1931–1935 samt stadsingenjör och byggnadschef hos Karlskrona stad från 1935. Han var vice ordförande i Örebro ingenjörsklubb 1928–1929, ordförande i styrelsen för Söderhamns stads lärlings- och yrkesskola 1932–1934 och ordförande i styrelsen för Tekniska föreningen i Karlskrona 1938–1939. Han skrev en rad artiklar i teknisk fackpress.